# Centrosema pascuorum
Centrosema pascuorum är en ärtväxtart som beskrevs av George Bentham. Centrosema pascuorum ingår i släktet Centrosema och familjen ärtväxter. Inga underarter finns listade i Catalogue of Life.